# Borsi-Kálmán Béla
Borsi-Kálmán Béla (Csengerbagos, 1948. március 22. –) történész, műfordító, diplomata, az MTA doktora.

## Életpályája
Az Eötvös Loránd Tudományegyetem Bölcsészettudományi Kar történelem–román szakán, Eötvös collegistaként szerzett diplomát 1973-ban. Ezt követően először az OSZK Szakozó Osztályán, majd szabadúszó tolmácsként és műfordítóként, végül az Európa Kiadó lektoraként dolgozott (1974–1975). 
1976 január elseje óta az ELTE oktatója (1976–1981: a Román Tanszék tanársegéde; 1981 novemberétől a Kelet-Európa Története Tanszék adjunktusa, docense s 2009 szeptemberétől egyetemi tanára) .
Egyetemi (kis)doktori címét 1980-ban, kandidátusi fokozatát 1990-ben szerezte történettudományból. Az akadémia doktora címet 2006-ban, míg a habilitációs doktori titulust 2007-ben ítélték neki oda. 1981–1990 között – másodállásban – a Nagyvilág című világirodalmi folyóirat román, török és délkelet-ázsiai francia (vietnami, laoszi, kambodzsai) rovatának vezetője. 
1990 és 2015 között három diplomáciai missziót vállalt: 1990–1995: a bukaresti magyar követség politikai és kulturális tanácsosa; 1999–2003: a párizsi magyar külképviselet külpolitikai elemzője; 2011–2015: a francia belpolitika „gazdája”, ugyancsak hazánk párizsi nagykövetségén. 2005 és 2011 között a brüsszeli és párizsi székhelyű Institut Thomas More nevű francia think tank budapesti részlegének ügyvezető igazgatója.

## Munkássága
A magyar–francia–román viszony a XVIII–XX. században, nemzettudati- és tipológiai kérdések. Diplomataként több geostratégiai jellegű elemzést is közzé tett.

## Munkahelyei
OSZK: (1973–1974)
Európa Könyvkiadó: (1975)
ELTE, Román Tanszék, 1976–1981
ELTE, Kelet-Európa Története Tanszék (tanársegéd adjunktus:1981–1993, docens: 1993-tól, 2009 szeptembere óta: egyetemi tanár)
1980: egyetemi doktor („kisdoktor”)
1981–1990 között – másodállásban – a Nagyvilág című világirodalmi folyóirat román, török és délkelet-ázsiai francia (vietnami, laoszi, kambodzsai) rovatának vezetője
1990: kandidátus (a PhD fokozattal egyenértékű)
1990–1995: a bukaresti magyar követség politikai és kulturális tanácsosa
1999–2003: a párizsi magyar követség politikai tanácsosa
2003-2011: ELTE, Kelet-Európa Története Tanszéke docense és professzora
2006: az MTA doktora
2007: az ELTE habilitált doktora
2011–2015: a párizsi magyar követség politikai tanácsosa
2015. augusztus 8- óta ismét az ELTE, Történeti Intézete Kelet-Európa Története Tanszéke  professzora

## Művei

### Önálló kötetek
- Együtt vagy külön utakon. A Kossuth-emigráció és a román nemzeti mozgalom kapcsolatának történetéhez [Ensemble ou par des voies séparées. Contributions à l’histoire des rapports entre l’émigration de Louis Kossuth et le mouvement national roumain]., Magvető Kiadó, Budapest, 1984, 227 p. (Nemzet és Emlékezet)
- Hungarian Exiles and Romanian National Movement, 1848–1867., Highland Lakes, New Yersey, 1991[1992], Columbia University Press (Atlantic Studies on Society in Change, East European Monographs) XVI+333 p.
- Nemzetfogalom és nemzetstratégiák. A Kossuth–emigráció és a román nemzeti törekvések kapcsolatának történetéhez [Notion sur la nation et stratégies nationales. Réflexions pour servir à l’histoire des rapports des émigrés hongrois de Louis Kossuth et l’élite politique roumaine], Akadémiai Kiadó, Budapest, 1993, 353 p.
- Illúziókergetés vagy ismétléskényszer? Román–magyar nemzetpolitikai elgondolások és megegyezési kísérletek a XIX. században. Tanulmányok [Bercer des illusions ou bien se laisser contraint par la répétition? Idées hungaro-roumains en matière de la politique concernant la nation et tentatives d’accord au XIXe siècle] . Kriterion Kiadó–Balassi Kiadó, Bukarest– Budapest, 1995, 232 p.
- Kihívás és eretnekség. Adalékok a román–magyar viszony történetéhez [Défi et hérésie. Apports aux rapports hungaro-roumains]. H – Press Kft., Sepsiszentgyörgy, 1996, 111 p. (Kaláka Könyvek)
- Kockázatos viszonyok. Írások a román irodalom, művelődéstörténet és nemzeti önszemlélet tárgyköréből [Liaisons risquées. Essais dans le domain de la littérature, l’histoire de la culture et l’identité roumains]. Jelenkor Kiadó, Pécs, 1997, 164 p. (Kiseurópa)
- Liaisons risquées. Hongrois et Roumains aux XIXe et XXe siècles. Consciences nationales, interférences, et relations délicats. Éditions Jelenkor, Pécs, 1999, 289 p. (Megjegyzés: nem azonos az előző tételben szereplő, hasonló című kötettel!)
- A békétlenség stádiumai. Fejezetek a magyar–román kapcsolatok történetéből [Les étappes d’une querelle séculaire. Chapitres des relations hungaro–roumains]. Osiris Kiadó, Budapest, 1999, 372 p. (Pro Minoritate Könyvek)
- Polgárosodott nemes avagy (meg)nemesedett polgár. Írások a „nemesi polgárisodás” témaköréből [Bourgeois annoblie ou bien noble embourgeoisé. Écritures au sujet „d’embourgeoisement nobilier”]. Jelenkor Kiadó, Pécs, 2002, 292 p.
- Pillanatkép. Két írás a geopolitika tárgyköréből [Photographie instantanée. Deux écritures au sujet de la géopolitique]. Nyitott Könyv, Budapest, 2003, 140 p. (2. jav. kiadás: 2004)
- Kérdések és álkérdések. Gondolatok a csoportérdek-érvényesítés, a nemzeti önkép és a globális stratégiák összefüggéseiről. [Questions et pseudo-questions. Réfléxions sur l’interdépendance entre l’aspiration de faire valoir de l’intérêt du group, l’identité nationale et les stratégies globales]. [Politológia és társadalom-lélektan/politologie et psychologie sociale]. Akadémiai Kiadó, Budapest, 2004, 297 p.
- Öt nemzedék, és ami előtte következik … A temesvári Levente-pör …1919-1920 [Cinq générations et ce quit suit auparavant. Le procès Levente de Timişoara, 1919–1920]. Budapest, 2006, Noran Kiadó Kft, 540 p.
- Az Aranycsapat és a kapitánya. Sorsvázlatok a magyar futballpályák világából [L’Équipe d’or et son capitain. Esquisses de destins du monde des terains du football hongrois]. Kortárs Kiadó, Budapest, 2008, 284 p.
- Ifj. Niamessny Mihály és a temesvári Levente-per (1919–1920 [Mihály Niamessny junior et le procès Levente de Timişoara, 1919–1920]. Budapest, 2010, Helikon Kiadó, 483 p. (A csengerújfalusi O’sváth és vele rokon családok története, dokumentumai, és írásai)
- Megközelítések. Tanulmányok a magyar–román (román–magyar) kapcsolattörténetről és identitásról. [Approches. Études sur les rapports hungaro-roumains et sur l’identité]. Budapest, 2011, Lucidus Kiadó (Kisebbségkutatás Könyvek), 219 p.
- Megközelítések. II. Tanulmányok, esszék, beszélgetések. [Approches. Études, éssais, interviews]. Budapest, 2012, Lucidus Kiadó (Kisebbségkutatás Könyvek), 256 p.
- Nemzetstratégiák. Politológiai és társadalom-lélektani esszék, tanulmányok a román–magyar(francia) a szlovák(cseh)–magyar, a francia–amerikai és a német–francia viszony történetéből. [Stratégies nationales. Essais et études pour servir à l’histoire des rapports roumano-hongrois, slovaco-hongrois, franco-américains, et germano-français]. Budapest, 2013, Méry Ratio–Kisebbségekért Pro Minoritate Alapítvány, 329 p.
- Zsidók Temesvárott … és széles e világban. Esszék a magyar–zsidó (zsidó–magyar) szimbiózis történetéből [Juifs à Timişoara et un peu partout dans le monde. Essais du domain de la symbiose hungaro-juive (juivo-hongroise)]. Budapest, 2014, Lucidus Kiadó (Kisebbségkutatás Könyvek), 304 p.
- AU BERCEAU DE LA NATION ROUMAINE MODERNE – DANS LE MIROIR HONGROIS. Essais pour servir à l’histoire des rapports hungaro-roumains aux XIXe et XXe siècles. Paris, 2018, Éditions des archives contemporaines, 277 p.
- Pszeudo-fociesszék. Széljegyzetek a futball, a politika és az irodalom határvidékéről. Budapest, 2018, L’Harmattan Kiadó, 229 p.
- Elvetélt bizánci reneszánszból Nagy-Románia. Egy állameszme etnogenezise. Budapest, 2018, Magyar Szemle Könyvek, 227 p.
- Az Aranycsapat és ami utána következik. Adalékok a Rákosi-korszak és a Kádár-rendszer történetéhez a futball tükrében. Budapest, 2019, Kortárs Kiadó, 513 p.
- Kisfiúk a nagy viharban. A temesvári „Levente-pör” – az első román „irredenta per” – története, 1919–1922. Budapest, 2020, Kortárs Kiadó, 591 old.
- Kisfiúk a nagy viharban. A temesvári "Levente-pör", az első román "irredenta per" története, 1919–1922; 2. jav. kiad.; Kortárs, Budapest, 2021
- Változatok az "aha-élményre". Írások a magyar-zsidó együttélés (és a magyar-magyar kapcsolatok) tárgyköréből; Könyvpont–L'Harmattan, Budapest, 2022

#### Előkészületben
- Veress Sándor: Románia története (1880 körül). Kritikai kiadás. Szerk. és az előszót írta: Borsi-Kálmán Béla. Budapest, 2020, Ráció Kiadó
- Szerkesztés: Homályzónák Felvilágosodás és liberalizmus. Tanulmányok Kecskeméti Károly 80. születésnapjára / Zones d’ombre. Lumières et liberalisme. Mélanges offerts à Charles Kecskeméteti pour son 80e anniversaire. [2. javított és bővített kiadás]. Főszerk. Borsi-Kálmán Béla. A szerkesztői munkában részt vettek: Dénes Iván Zoltán, Ferge Zsuzsa, Filep Tamás Gusztáv, Miskolczy Ambrus és Henri de Montety. Budapest, 2019, Kortárs Kiadó, 473 p.

### Műfordítások
román és francia nyelvből:
- Petru Popescu: Hans Torberg háborúja. (Kisregény) Égtájak 1972. Öt világrész elbeszélései. Szerkesztette Karig Sára. Budapest, 1972, Európa Könyvkiadó, 289–307. p.
- Nicolae Velea: Mélyrepülés (Elbeszélés) In: Mélyrepülés. Fordította Belia György, Kálmán Béla, Keresztesi Éva. Felelős szerkesztő Belia György; a fordítást az eredetivel egybevetette Domokos Sámuel. Budapest, 1973, Európa Kiadó, 143–164. p.
- Nicolae Velea: Telefonbeszélgetés. (Elbeszélés) In: Mélyrepülés. Fordította Belia György, Kálmán Béla, Keresztesi Éva. Felelős szerkesztő Belia György; a fordítást az eredetivel egybevetette Domokos Sámuel. Budapest, 1973, Európa Kiadó, 165–184. p.
- Ioana Orlea [Ana Cantacuzino]: Kövek a tengerparton. (Regény) Az utószót írta Belia György. Budapest, [1974], Európa Könyvkiadó (Modern Könyvtár, 274), 5–277. p.
- Voicu Bugariu: A vikingek hangja. (Elbeszélés) In: Galaktika. Tudományos-fantasztikus antológia. 12. Összeállította és szerkesztette Kuczka Péter Ion Hobana válogatási javaslata alapján. Budapest, Zrínyi Nyomda, 10–11. p.
- Victor Kernbach: A megkettőződés paradoxona. (Elbeszélés) In: Galaktika. Tudományos-fantasztikus antológia. 12. Összeállította és szerkesztette Kuczka Péter Ion Hobana válogatási javaslata alapján. Budapest, Zrínyi Nyomda, 76–84. p.
- Gheorghe Săsărman: A Ka kvantum. (Elbeszélés) In: Galaktika. Tudományos-fantasztikus antológia. 12. Összeállította és szerkesztette Kuczka Péter Ion Hobana válogatási javaslata alapján. Budapest, Zrínyi Nyomda, 87–89. p.
- Mircea Eliade: Honigberger doktor titka (Kisregény) In: Különös kalandok. Tudományos fantasztikus elbeszélések. Fordította Belia György, Kálmán Béla, Zirkuli Péter. Az életrajzot Belia György, a lexikoncikket Fazekas László írta. Budapest, 1976, Móra Ferenc Könyvkiadó, Kozmosz Könyvek, 86–154. p.
- Mircea Eliade: A kígyó (Kisregény) In: Különös kalandok. Tudományos fantasztikus elbeszélések. Fordította Belia György, Kálmán Béla, Zirkuli Péter. Az életrajzot Belia György, a lexikoncikket Fazekas László írta. Budapest, 1976, Móra Ferenc Könyvkiadó, Kozmosz Könyvek, 155–286. p. [Az elsőként említett kisregény 2 kiadása: Mircea Eliade: Honigbereger doktor titka. Két elbeszélés. Budapest, 1996, Stella Maris Kiadó, 5–60. p. ]
- Dan Culcer: Ismeretlen rendeltetésű tárgyak – Gavril Sedrannak. (Esszé) Napjaink. Irodalmi és Művelődési Lap, XVII/9, [1978] szeptember, 18–19. p.
- Constantin Ţoiu: A lipovánok közt (Regényrészlet). Nagyvilág, 1978/8., 1135–1140. p.
- Constantin Ţoiu: Vadszőlőlugas (Regény.) Budapest, 1980, Európa Könyvkiadó, 632 p. 2. kiadás: Bukarest, 1982, Kriterion Könyvkiadó (Román írók) 5–474. p. Az utószót – Elgondolkodtató cselekmény címmel – Kovács János írta (uo. 475–482. p.)
- Augustin Buzura: Más napok, ugyanaz az éjszaka (Elbeszélés). Nagyvilág, 1980/3., 326–341. p.
- Külföldiek Bartókról. Nicolae Iorga; Tiberiu Alexandru; Constantin Brăiloiu. In: Nagyvilág, 1981/4., 578–580. p.
- Eugen Barbu: Ruxandra leányasszony megháborodása (Elbeszélés). Nagyvilág, 1977/8., 1107–1115. p.
- Eugen Barbu: A fű (novella). Nagyvilág, 1982/3., 361–363. p.
- Eugen Barbu: A menyasszonyok (novella). Nagyvilág, 1982/3., 363–365. p.
- Ștefan Augustin Doinaș: A barátság hivatása [Majtényi Erik nekrológja]. Forrás, tizennegyedik évfolyam, 1982/6., 96.
- Mihail Sin: A folyosón (elbeszélés). Nagyvilág, 1983/11., 1651–1653. p.
- Ana Blandiana: Lidércnyomás-utánzat (novella). Nagyvilág, 1984/8., 1134–1138. p.
- Mircea Nedelciu: A 8006-os számú személyvonat és utasai Bukarest-Obor és Dîlga között. Nagyvilág, 1986/5/8, 690–703. p. Kötetben: Mircea Nedelciu: Jenny avagy a szépséges irodistalány balladája. Elbeszélések Mészöly Miklós utószavával. Fordította Borsi-Kálmán Béla, Szávai Géza, Székedi Ferenc. Budapest, 1996, Pont Kiadó, 73–110. p.
- Simone Signoret: Az én Hollywoodjaim. Egy filmszínésznő naplójából (1.) Filmvilág, 1987/3., 48–54. p.
- Simone Signoret: Az én Hollywoodjaim. Egy filmszínésznő naplójából (2.) Filmvilág, 1987/4., 49–55. p. [Részletek Simone Signoret: La nostalgie n’est plus ce qu’elle était. Paris, 1975, Éditions du Seuil című önéletrajzából]
- Danièle Sallenave: Louise. Nagyvilág, 1987/6., 818–827. p.
- Dumitru Roșca: A nemzeti szellem filozófiai alapjai (Esszé). In: Szegényeknek palota. XX. századi román esszék. Válogatta és a bevezetőt írta Kántor Lajos. Fordította Borsi-Kálmán Béla, Kántor Erzsébet, Zirkuli Péter. Budapest, 1998, Balassi Kiadó, 120–129. p.
- Mihail Ralea: Útrahívás (Esszé). In: Szegényeknek palota. XX. századi román esszék. Válogatta és a bevezetőt írta Kántor Lajos. Fordította Borsi-Kálmán Béla, Kántor Erzsébet, Zirkuli Péter. Budapest, 1998, Balassi Kiadó, 130–133. p.
- Tudor Vianu: A hűségről (Esszé). In: Szegényeknek palota. XX. századi román esszék. Válogatta és a bevezetőt írta Kántor Lajos. Fordította Borsi-Kálmán Béla, Kántor Erzsébet, Zirkuli Péter. Budapest, 1998, Balassi Kiadó, 150–155. p.
- Nicolae Manolescu: Kaiszareiai Prokopiosz (Esszé). In: Szegényeknek palota. XX. századi román esszék. Válogatta és a bevezetőt írta Kántor Lajos. Fordította Borsi-Kálmán Béla, Kántor Erzsébet, Zirkuli Péter. Budapest, 1998, Balassi Kiadó, 156–158. p.
- Nicoale Balotă: Táji tipológia (Esszé). In: Szegényeknek palota. XX. századi román esszék. Válogatta és a bevezetőt írta Kántor Lajos. Fordította Borsi-Kálmán Béla, Kántor Erzsébet, Zirkuli Péter. Budapest, 1998, Balassi Kiadó, 201–203. p.
- Mihail Sebastian: Az alkalmi irodalom (Esszé). In: Szegényeknek palota. XX. századi román esszék. Válogatta és a bevezetőt írta Kántor Lajos. Fordította Borsi-Kálmán Béla, Kántor Erzsébet, Zirkuli Péter. Budapest, 1998, Balassi Kiadó, 204–207. p.
- Marin Sorescu: Foghíjasok (regény, előkészületben)

### Szakfordítások
- Kovács-Eichner György: A gázai háború, az izraeli társadalom és a közel-keleti fejlemények, IN:Eszmélet/ 82. (2009. nyár), 6–32.
- Henry de Montety: Az iszlám csábításai . In Kommentár, 2017/1., 91–93.
- Henry de Montety: Közép-Európa két igézete – Néhány hipotézis a Nyugatról, In: Kortárs, 2017/5., 41–43.